# Paracis squamata
Paracis squamata is een zachte koraalsoort uit de familie Plexauridae. De koraalsoort komt uit het geslacht Paracis. Paracis squamata werd in 1910 voor het eerst wetenschappelijk beschreven door Nutting. 